# Ostrava Golden Spike 2021
Das 60. Ostrava Golden Spike war eine Leichtathletik-Veranstaltung, die am 19. Mai 2021 im Městský stadion – Vítkovice Aréna im schlesisch-mährischen Ostrava stattfand. Die Veranstaltung war Teil der World Athletics Continental Tour und zählte zu den Gold-Meetings, der höchsten Kategorie dieser Leichtathletik-Serie. Es war dies das erste international besetzte Meeting im Freien in Europa im Jahr 2021.

## Resultate

### Männer

#### 100 m
| Platz | Athlet          | Land | Zeit (s) |
| ----- | --------------- | ---- | -------- |
| 1     | Fred Kerley     | USA  | 09,96    |
| 2     | Justin Gatlin   | USA  | 10,06    |
| 3     | Andre De Grasse | CAN  | 10,17    |
| 4     | Silvan Wicki    | SUI  | 10,28 SB |
| 5     | Ján Volko       | SVK  | 10,31 SB |
| 6     | Jan Veleba      | CZE  | 10,38 SB |
| 7     | Joris van Gool  | NED  | 10,39 SB |
| 8     | Zdeněk Stromšík | CZE  | 10,44    |

Wind: +1,4 m/s

#### 200 m
| Platz | Athlet           | Land | Zeit (s) |
| ----- | ---------------- | ---- | -------- |
| 1     | Kenneth Bednarek | USA  | 19,93 SB |
| 2     | Fred Kerley      | USA  | 20,27    |
| 3     | Aaron Brown      | CAN  | 20,40    |
| 4     | William Reais    | SUI  | 20,69 SB |
| 5     | Ján Volko        | SVK  | 20,77 SB |
| 6     | Jan Jirka        | CZE  | 21,04 SB |
| 7     | Jiří Polák       | CZE  | 21,21 SB |
| 8     | Tomáš Němejc     | CZE  | 21,34    |

Wind: −0,6 m/s

#### 400 m
| Platz | Athlet              | Land | Zeit (s) |
| ----- | ------------------- | ---- | -------- |
| 1     | Kirani James        | GRN  | 44,74 SB |
| 2     | Vernon Norwood      | USA  | 45,28    |
| 3     | Jochem Dobber       | NED  | 45,30 PB |
| 4     | Edoardo Scotti      | ITA  | 45,73 SB |
| 5     | Liemarvin Bonevacia | NED  | 46,18 SB |
| 6     | Pavel Maslák        | CZE  | 46,52 SB |
| 7     | Patrik Šorm         | CZE  | 46,90 SB |
| 8     | Jan Tesař           | CZE  | 47,12 SB |

#### 800 m
| Platz | Athlet            | Land | Zeit (min)    |
| ----- | ----------------- | ---- | ------------- |
| 1     | Max Burgin        | GBR  | 1:44,14 WL PB |
| 2     | Tony van Diepen   | NED  | 1:45,36 SB    |
| 3     | Jake Wightman     | GBR  | 1:45,47 SB    |
| 4     | Mateusz Borkowski | POL  | 1:45,74 SB    |
| 5     | Patryk Dobek      | POL  | 1:45,88 PB    |
| 6     | Saúl Ordóñez      | ESP  | 1:46,23 SB    |
| 7     | John Fitzsimons   | IRL  | 1:46,62 PB    |
| 8     | Amel Tuka         | BIH  | 1:46,64 SB    |
| 9     | Filip Šnejdr      | CZE  | 1:46,68 SB    |
| 10    | Adam Kszczot      | POL  | 1:47,49 SB    |
| 11    | Mark English      | IRL  | 1:47,85 SB    |
| 12    | Adisu Girma       | ETH  | 1:48,48       |
|       | Tadeáš Plaček     | CZE  | DNF (Pace)    |

#### 1500 m
| Platz           | Athlet             | Land       | Zeit (min)  |
| --------------- | ------------------ | ---------- | ----------- |
| 1               | Marcin Lewandowski | POL        | 3:35,57 SB  |
| 2               | Jesús Gómez        | ESP        | 3:35,70 SB  |
| 3               | Samuel Zeleke      | ETH        | 3:36,32 =PB |
| 4               | Ignacio Fontes     | ESP        | 3:36,48 SB  |
| 5               | Charles Grethen    | LUX        | 3:36,75 NR  |
| 6               | István Szögi       | HUN        | 3:36,83 PB  |
| 7               | Ismael Debjani     | BEL        | 3:36,86 SB  |
| 8               | Michał Rozmys      | POL        | 3:37,10 SB  |
| 9               | Filip Sasínek      | NED        | 3:37,21 SB  |
| 10              | Luke McCann        | IRL        | 3:37,77 PB  |
| 11              | Alexis Miellet     | FRA        | 3:38,15 SB  |
| 12              | Jakub Holuša       | CZE        | 3:38,19 SB  |
| 13              | Jan Friš           | CZE        | 3:38,88 PB  |
| 14              | Quentin Tison      | FRA        | 3:39,06 SB  |
| 15              | Simon Denissel     | FRA        | 3:41,65 SB  |
| 16              | Rorey Hunter       | AUS        | 3:42,29     |
|                 | Paul Robinson      | IRL        | DNF         |
| Jan Sýkora      | CZE                | DNF (Pace) |             |
| Adam Czerwiński | POL                | DNF (Pace) |             |

#### 3000 m
| Platz           | Athlet               | Land       | Zeit (min)    |
| --------------- | -------------------- | ---------- | ------------- |
| 1               | Joshua Cheptegei     | UGA        | 7:33,24 WL PB |
| 2               | Paul Chelimo         | USA        | 7:41,69 SB    |
| 3               | Oscar Chelimo        | UGA        | 7:43,00 PB    |
| 4               | Seán Tobin           | IRL        | 7:49,37 SB    |
| 5               | Isaac Kimeli         | BEL        | 7:49,47 SB    |
| 6               | Andreas Vojta        | AUT        | 7:49,75 PB    |
| 7               | Abdessamad Oukhelfen | ESP        | 8:07,68 SB    |
| 8               | Vojtěch Král         | CZE        | 8:20,61 SB    |
|                 | Richard Douma        | NED        | DNF (Pace)    |
| Stewart McSweyn | AUS                  | DNF (Pace) |               |

#### 10.000 m
| Platz           | Athlet                  | Land       | Zeit (min)     |
| --------------- | ----------------------- | ---------- | -------------- |
| 1               | Jacob Kiplimo           | UGA        | 26:33,93 WL PB |
| 2               | Birhanu Balew           | BHR        | 27:07,49 NR    |
| 3               | Iliass Aouani           | ITA        | 27:45,81 PB    |
| 4               | Juan Antonio Pérez      | ESP        | 27:46,08 PB    |
| 5               | Mehdi Frere             | FRA        | 28:09,68 SB    |
| 6               | Abdallah Kibet Mande    | UGA        | 28:20,91 SB    |
| 7               | Aras Kaya               | TUR        | 28:45,48 SB    |
| 8               | Sezgin Ataç             | TUR        | 28:49,94 PB    |
| 9               | Emil Millán de la Oliva | SWE        | 29:25,76 SB    |
|                 | Adam Dvořáček           | CZE        | DNF (Pace)     |
| Peter Kiprotich | KEN                     | DNF (Pace) |                |
| Youssef Taoussi | ESP                     | DNF (Pace) |                |

#### 400 m Hürden
| Platz | Athlet             | Land | Zeit (s) |
| ----- | ------------------ | ---- | -------- |
| 1     | Yasmani Copello    | TUR  | 49,21 SB |
| 2     | Alessandro Sibilio | ITA  | 49,62    |
| 3     | Máté Koroknai      | HUN  | 49,70 PB |
| 4     | Ramsey Angela      | NED  | 50,14 SB |
| 5     | Martin Kučera      | SVK  | 50,47 SB |
| 6     | Martin Tuček       | CZE  | 50,77 SB |
| 7     | David Greene       | GBR  | 51,66 SB |
| 8     | Chris McAlister    | GBR  | 52,12 SB |

#### 3000 m Hindernis
| Platz               | Athlet               | Land       | Zeit (min) |
| ------------------- | -------------------- | ---------- | ---------- |
| 1                   | Getnet Wale          | ETH        | 8:09,47 WL |
| 2                   | Phil Norman          | GBR        | 8:20,12 PB |
| 3                   | Osama Zoghlami       | ITA        | 8:20,29 PB |
| 4                   | Daniel Arce          | ESP        | 8:21,53 SB |
| 5                   | Ahmed Abdelwahed     | ITA        | 8:21,54 PB |
| 6                   | Boniface Abel Sikowo | UGA        | 8:28,91 SB |
| 7                   | Albert Chemutai      | UGA        | 8:31,21 SB |
| 8                   | Víctor Ruiz          | ESP        | 8:31,49 PB |
| 9                   | Martin Grau          | GER        | 8:34,25 SB |
| 10                  | Damián Vích          | CZE        | 8:46,09 PB |
|                     | Yohanes Chiappinelli | ITA        | DNF        |
| Abdelaziz Merzougui | ESP                  | DNF (Pace) |            |

#### Stabhochsprung
| Platz | Athletin            | Land | Höhe (m) |
| ----- | ------------------- | ---- | -------- |
| 1     | Armand Duplantis    | SWE  | 5,90 =SB |
| 2     | Sam Kendricks       | USA  | 5,85     |
| 3     | Valentin Lavillenie | FRA  | 5,60 SB  |
| 4     | Adrián Vallés       | ESP  | 5,50 =SB |
| 5     | Ethan Cormont       | FRA  | 5,40 SB  |
| 6     | Ersu Şaşma          | TUR  | 5,20     |
| 6     | Matěj Ščerba        | CZE  | 5,20 SB  |
| 8     | Dan Bárta           | CZE  | 5,20 SB  |
| 9     | Jan Kudlička        | CZE  | 5,20 SB  |

#### Weitsprung
| Platz | Athlet                  | Land | Weite (m) |
| ----- | ----------------------- | ---- | --------- |
| 1     | Augustin Bey            | FRA  | 8,02 SB   |
| 2     | Benjamin Gföhler        | SUI  | 7,73 SB   |
| 3     | Radek Juška             | CZE  | 7,62 SB   |
| 4     | Fabian Heinle           | GER  | 7,60      |
| 5     | Gabriel Bitan           | ROU  | 7,46 SB   |
| 6     | Jakub Bystroň           | CZE  | 7,41 SB   |
| 7     | Šimon Navrátil          | CZE  | 7,13 SB   |
| 8     | Adam Sebastian Helcelet | CZE  | 7,08      |

#### Dreisprung
| Platz | Athletin             | Land | Weite (m) |
| ----- | -------------------- | ---- | --------- |
| 1     | Hugues Fabrice Zango | BFA  | 17,20     |
| 2     | Max Heß              | GER  | 16,97 SB  |
| 3     | Melvin Raffin        | FRA  | 16,71 SB  |
| 4     | Jean-Marc Pontvianne | FRA  | 16,37     |
| 5     | Christian Taylor     | USA  | 16,36     |
| 6     | Jiří Vondráček       | CZE  | 15,89 SB  |
| 7     | Ondřej Vodák         | CZE  | 15,59 SB  |

#### Kugelstoßen
| Platz | Athlet            | Land | Weite (m) |
| ----- | ----------------- | ---- | --------- |
| 1     | Filip Mihaljević  | CRO  | 21,58 SB  |
| 2     | Michał Haratyk    | POL  | 21,30     |
| 3     | Wictor Petersson  | SWE  | 20,90 SB  |
| 4     | Tomáš Staněk      | CZE  | 20,11 SB  |
| 5     | Mesud Pezer       | BIH  | 20,01 SB  |
| 6     | Konrad Bukowiecki | POL  | 19,84 SB  |
| 7     | Leonardo Fabbri   | ITA  | 19,04     |

#### Speerwurf
| Platz | Athlet           | Land | Weite (m)   |
| ----- | ---------------- | ---- | ----------- |
| 1     | Johannes Vetter  | GER  | 94,20 WL SB |
| 2     | Anderson Peters  | GRN  | 83,39 SB    |
| 3     | Keshorn Walcott  | TTO  | 82,75 SB    |
| 4     | Jakub Vadlejch   | CZE  | 82,31 SB    |
| 5     | Vítězslav Veselý | CZE  | 78,52 SB    |
| 6     | Martin Florian   | CZE  | 73,21 SB    |
| 7     | Petr Frydrych    | CZE  | 71,14 SB    |

### Frauen

#### 200 m
| Platz | Athlet               | Land | Zeit (s) |
| ----- | -------------------- | ---- | -------- |
| 1     | Sha’Carri Richardson | USA  | 22,35    |
| 2     | Blessing Okagbare    | NGR  | 22,59 SB |
| 3     | Mujinga Kambundji    | SUI  | 22,85 SB |
| 4     | Dafne Schippers      | NED  | 22,91 SB |
| 5     | Alexandra Burghardt  | GER  | 23,47    |
| 6     | Lada Vondrová        | CZE  | 23,90 SB |
| 7     | Jana Slaninová       | CZE  | 24,22 SB |
| 8     | Viktória Forster     | SVK  | 24,34 SB |

Wind: −1,1 m/s

#### 800 m
| Platz             | Athlet            | Land       | Zeit (min)    |
| ----------------- | ----------------- | ---------- | ------------- |
| 1                 | Keely Hodgkinson  | GBR        | 1:58,89 NU20R |
| 2                 | Diribe Welteji    | ETH        | 1:59,79 SB    |
| 3                 | Lovisa Lindh      | SWE        | 2:01,10 SB    |
| 4                 | Lore Hoffmann     | SUI        | 2:02,48 SB    |
| 5                 | Hedda Hynne       | NOR        | 2:02,48 SB    |
| 6                 | Nadia Power       | IRL        | 2:02,72 SB    |
| 7                 | Noélie Yarigo     | BEN        | 2:02,99 SB    |
| 8                 | Anita Horvat      | SVN        | 2:03,29 PB    |
| 9                 | Kimberley Ficenec | CZE        | 2:04,45 SB    |
| 10                | Vendula Hluchá    | CZE        | 2:05,30 SB    |
|                   | Gabriela Gajanová | SVK        | DNF           |
| Angelika Cichocka | POL               | DNF        |               |
| Kateřina Hálová   | CZE               | DNF (Pace) |               |

#### 1500 m
| Platz           | Athlet                | Land       | Zeit (min) |
| --------------- | --------------------- | ---------- | ---------- |
| 1               | Freweyni Hailu        | ETH        | 4:04,20 PB |
| 2               | Maruša Mišmaš Zrimšek | SVN        | 4:07,50 SB |
| 3               | Hirut Meshesha        | ETH        | 4:07,52    |
| 4               | Gaia Sabbatini        | ITA        | 4:08,14 PB |
| 5               | Esther Guerrero       | ESP        | 4:08,24 SB |
| 6               | Diana Mezuliáníková   | CZE        | 4:08,37 SB |
| 7               | Winnie Nanyondo       | UGA        | 4:08,44 SB |
| 8               | Elena Burkard         | GER        | 4:09,19 SB |
| 9               | Britt Ummels          | NED        | 4:09,52 PB |
| 10              | Simona Vrzalová       | CZE        | 4:12,78 SB |
| 11              | Renata Pliś           | POL        | 4:21,33 SB |
|                 | Genzebe Dibaba        | ETH        | DNF        |
| Zdeňka Seidlová | CZE                   | DNF (Pace) |            |
| Hiwot Mehari    | ETH                   | DNF (Pace) |            |

#### 400 m Hürden
| Platz | Athlet              | Land | Zeit (s) |
| ----- | ------------------- | ---- | -------- |
| 1     | Jessie Knight       | GBR  | 54,74 PB |
| 2     | Hanna Ryschykowa    | UKR  | 55,09 SB |
| 3     | Sara Slott Petersen | DEN  | 55,76 SB |
| 4     | Emma Zapletalová    | SVK  | 55,83 SB |
| 5     | Linda Olivieri      | ITA  | 56,48 SB |
| 6     | Nikoleta Jíchová    | CZE  | 58,47 SB |
| 7     | Daniela Ledecká     | SVK  | 59,33 SB |
|       | Lina Nielsen        | GBR  | DNF      |

#### Hammerwurf
| Platz | Athletin            | Land | Weite (m) |
| ----- | ------------------- | ---- | --------- |
| 1     | Malwina Kopron      | POL  | 74,74 SB  |
| 2     | Alexandra Tavernier | FRA  | 73,30     |
| 3     | Anita Włodarczyk    | POL  | 72,72     |
| 4     | Joanna Fiodorow     | POL  | 70,57     |
| 5     | Martina Hrašnová    | SVK  | 68,99 SB  |
| 6     | Réka Gyurátz        | HUN  | 68,73     |
| 7     | Kateřina Šafránková | CZE  | 67,76     |
| 8     | Veronika Bártová    | CZE  | 57,81 SB  |

#### Speerwurf
| Platz | Athletin           | Land | Weite (m) |
| ----- | ------------------ | ---- | --------- |
| 1     | Christin Hussong   | GER  | 66,56 SB  |
| 2     | Nikola Ogrodníková | CZE  | 65,13 SB  |
| 3     | Sara Kolak         | CRO  | 60,04 SB  |
| 4     | Barbora Špotáková  | CZE  | 59,49 SB  |
| 5     | Victoria Hudson    | AUT  | 58,06     |
| 6     | Haruka Kitaguchi   | JPN  | 57,49 SB  |
| 7     | Nikol Tabačková    | CZE  | 55,58     |